# Kielmeyera argentea
Kielmeyera argentea är en tvåhjärtbladig växtart som beskrevs av Jacques Denys Denis Choisy. Kielmeyera argentea ingår i släktet Kielmeyera och familjen Calophyllaceae. Inga underarter finns listade i Catalogue of Life.